# Feldhockey-Europameisterschaft der Herren 2011
Die Feldhockey-Europameisterschaft der Herren 2011 wurde vom 20. bis 28. August in Mönchengladbach gemeinsam mit der Europameisterschaft der Damen ausgetragen. Sie war die dreizehnte Auflage der Feldhockey-Europameisterschaft der Herren. Europameister wurde die Mannschaft der Bundesrepublik Deutschland, die die Mannschaft der Niederlande im Finale bezwang; den dritten Platz belegte England vor Belgien.
Gleichzeitig galt das Turnier als Qualifikationsmöglichkeit für die Olympischen Spiele 2012 in London. Es wurden drei Plätze vergeben und zwar an Deutschland, die Niederlande und an den EM-Vierten Belgien, da der EM-Dritte England als Olympiagastgeberland  automatisch qualifiziert ist.  

## Teilnehmer
Neben den ersten sechs Mannschaften der Europameisterschaft 2009 nahmen die beiden Finalisten der EuroHockey Nations Trophy 2009 Russland und Irland am Wettbewerb teil.

## Vorrunde

### Gruppe A
| Datum                 | Team 1      | Team 2      | Ergebnis  |
| --------------------- | ----------- | ----------- | --------- |
| 20. August 2011 14:00 | Deutschland | Belgien     | 3:1 (0:0) |
| 20. August 2011 20:00 | Spanien     | Russland    | 5:0 (2:0) |
| 22. August 2011 15:00 | Spanien     | Deutschland | 1:3 (0:0) |
| 22. August 2011 17:00 | Belgien     | Russland    | 7:1 (3:0) |
| 24. August 2011 15:00 | Deutschland | Russland    | 7:0 (3:0) |
| 24. August 2011 20:00 | Belgien     | Spanien     | 3:2 (0:2) |

Tabelle
| Rang | Land        | Spiele | Tore | Differenz | Punkte |
| ---- | ----------- | ------ | ---- | --------- | ------ |
| 1    | Deutschland | 3      | 13:2 | +11       | 9      |
| 2    | Belgien     | 3      | 11:6 | +5        | 6      |
| 3    | Spanien     | 3      | 8:6  | +2        | 3      |
| 4    | Russland    | 3      | 1:19 | −18       | 0      |

### Gruppe B
| Datum                 | Team 1      | Team 2      | Ergebnis  |
| --------------------- | ----------- | ----------- | --------- |
| 21. August 2011 10:00 | England     | Irland      | 4:2 (1:1) |
| 21. August 2011 14:00 | Niederlande | Frankreich  | 8:1 (4:0) |
| 22. August 2011 13:00 | Frankreich  | Irland      | 0:2 (0:0) |
| 22. August 2011 19:00 | England     | Niederlande | 3:4 (1:1) |
| 24. August 2011 13:00 | Frankreich  | England     | 1:8 (0:3) |
| 24. August 2011 18:00 | Niederlande | Irland      | 7:4 (3:2) |

Tabelle
| Rang | Land        | Spiele | Tore | Differenz | Punkte |
| ---- | ----------- | ------ | ---- | --------- | ------ |
| 1    | Niederlande | 3      | 19:8 | +11       | 9      |
| 2    | England     | 3      | 15:7 | +8        | 6      |
| 3    | Irland      | 3      | 8:11 | −3        | 3      |
| 4    | Frankreich  | 3      | 2:18 | −16       | 0      |

### Abstiegsspiele
Die Dritten und Vierten beider Gruppen bildeten eine Abstiegsgruppe. Die beiden Letzten mussten in die Nations-Trophy absteigen, aus der für die EM 2013 Tschechien und Polen aufstiegen. Die Spiele der Dritten gegen die Vierten derselben Gruppe wurden aus der Vorrunde übernommen.
Die Mannschaften Russlands und Frankreichs mussten als Letzte der Abstiegsrunde in die EuroHockey Nations Trophy 2011 absteigen.
| Datum                 | Team 1   | Team 2     | Ergebnis  |
| --------------------- | -------- | ---------- | --------- |
| 26. August 2011 14:00 | Russland | Irland     | 2:8 (1:5) |
| 26. August 2011 16:00 | Spanien  | Frankreich | 2:1 (1:1) |
| 28. August 2011 9:00  | Russland | Frankreich | 5:2 (2:2) |
| 28. August 2011 11:00 | Spanien  | Irland     | 2:3 (1:1) |

Tabelle
| Rang | Land       | Spiele | Tore | Differenz | Punkte |
| ---- | ---------- | ------ | ---- | --------- | ------ |
| 1    | Irland     | 3      | 13:4 | +9        | 9      |
| 6    | Spanien    | 3      | 9:4  | +5        | 6      |
| 7    | Russland   | 3      | 7:15 | −8        | 3      |
| 8    | Frankreich | 3      | 3:9  | −6        | 0      |

### Finalspiele
Die ersten drei Mannschaften und der Gastgeber hatten sich für die Olympischen Spiele 2012 in London qualifiziert. Da England, welches als Vertretung Großbritanniens antrat, als Gastgeber qualifiziert war, hatten alle Mannschaften der Finalrunde die Olympiaqualifikation geschafft.

#### Halbfinale
| Datum                 | Team 1      | Team 2  | Ergebnis    |
| --------------------- | ----------- | ------- | ----------- |
| 26. August 2011 18:30 | Niederlande | Belgien | 4 : 2 (2:2) |
| 26. August 2011 21:00 | Deutschland | England | 3 : 0 (10)  |

##### Spiel um Platz 3
| Datum                 | Team 1  | Team 2  | Ergebnis                 |
| --------------------- | ------- | ------- | ------------------------ |
| 28. August 2011 13:00 | England | Belgien | 2 : 1 n. V. G (1:1, 0:0) |

#### Finale
| Datum                 | Team 1      | Team 2      | Ergebnis    |
| --------------------- | ----------- | ----------- | ----------- |
| 28. August 2011 15:30 | Deutschland | Niederlande | 4 : 2 (2:1) |

|  | Halbfinale          | Halbfinale         |                    |   | Finale             | Finale             |
|  |                     |                    |                    |   |                    |                    |
|  | Belgien             | 2                  |                    |   |                    |                    |
|  | Niederlande         | 4                  |                    |   |                    |                    |
|  | 26. August – 18:30  |                    |                    |   |                    |                    |
|  |                     |                    | 28. August – 15:30 |   |                    |                    |
|  | Niederlande         | 2                  |                    |   |                    |                    |
|  |                     | Deutschland        | 4                  |   |                    |                    |
|  |                     |                    |                    |   |                    |                    |
|  | Spiel um Platz drei |                    |                    |   |                    |                    |
|  | 26. August – 21:00  | 26. August – 21:00 | Belgien            | 1 |                    |                    |
|  | Deutschland         | 3                  | England            | 2 |                    |                    |
|  | England             | 0                  |                    |   | 28. August – 13:30 | 28. August – 13:30 |

## Abschlussplatzierungen
| Pl. | Team        |
| --- | ----------- |
|     | Deutschland |
|     | Niederlande |
|     | England     |
| 4   | Belgien     |
| 5   | Irland      |
| 6   | Spanien     |
| 7   | Russland    |
| 8   | Frankreich  |